# 조나단 프린스
조너선 프린스(Jonathan Prince, 1958년 8월 16일 ~ )는 미국의 배우, 감독, 각본가, 제작자이다.
베벌리힐스에서 태어났다.

## 작품 목록
- 할로윈 2: 저주받은 병실 (1981) - 출연
- 프라이빗 스쿨 (1983) - 출연
- 해변의 사생활 (1985) - 출연
- 18 어게인 (1988) - 각본, 제작
- 공포의 그림자 (1990) - 출연
- 비밀 캠프 (1994) - 연출, 출연
- Holidaze: The Christmas That Almost Didn't Happen (2006) - 제작